# Repubblica delle banane
Repubblica delle banane è un'espressione dispregiativa del linguaggio politico e giornalistico che indica, metaforicamente, una piccola nazione, spesso latino-americana o caraibica, instabile dal punto di vista politico, governata da un'oligarchia ricca e corrotta, la cui economia dipende solo da un modesto settore agricolo il cui controllo è in mano a multinazionali.
Il termine è spesso usato nella polemica politica per affermare la sottomissione di uno stato sovrano alle ingerenze politiche ed economiche di soggetti statali ed economici esterni.

## Storia

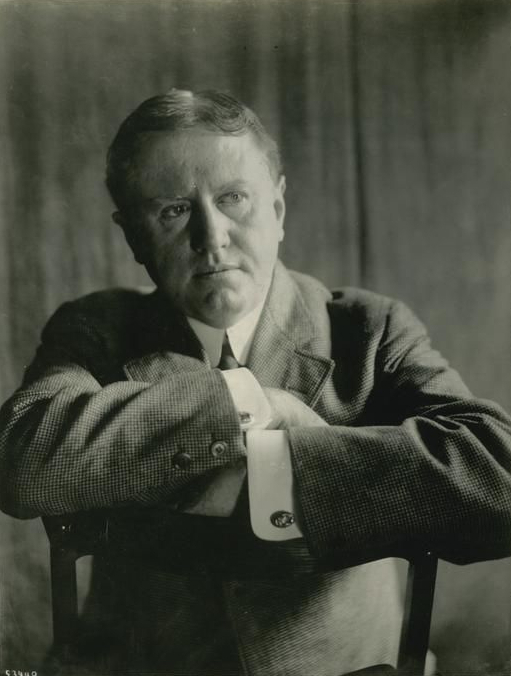
O. Henry, l'onomaturgo che coniò l'espressione intorno al 1904.

Il termine è una parola d'autore coniata dallo scrittore statunitense O. Henry in riferimento all'Honduras nel libro Cabbages and Kings del 1904.
La United Fruit Company e la Standard Fruit Company controllavano la produzione ed esportazione delle banane, il settore economico principale dell'Honduras e di altri paesi caraibici e sudamericani. Le due compagnie americane avevano un ruolo determinante nella vita politica locale, tanto che spesso la definizione di repubblica rappresentava un'etichetta di facciata per quelle che in realtà erano dittature gestite da élite locali in grado di garantirsi l'appoggio internazionale.
Nel 1954 il Colpo di Stato in Guatemala contro Jacobo Arbenz Guzmán, chiamata in codice dalla CIA, Operazione PB Success, è stato indotto dalla pressione di Allen Welsh Dulles e suo fratello John Foster Dulles, che avevano lavorato per la ditta di banane United Fruit Company e ne detenevano quote azionarie di maggioranza. Pablo Neruda denunciò il dominio delle compagnie produttrici di frutta americane nella politica di molti stati latinoamericani nel poema "La United Fruit Co.".

## Tratti associati
1. Collusione fra Stato ed interessi monopolistici, dove i profitti possono essere privatizzati e le perdite socializzate;
2. Svalutazione della moneta;
3. Cleptocrazia;
4. Mancanza di reale democrazia, competizione politica inesistente o solo di facciata, brogli elettorali e forte controllo governativo sulla libertà di espressione;
5. Corruzione generalizzata e diffusa, soprattutto nel governo e nella pubblica amministrazione;
6. Mancanza di trasparenza, controllo e vincoli legali sul suo operato, mancanza di contraddittorio tra cittadinanza e pubblica amministrazione e impossibilità di agire in giudizio per tutelare i propri interessi da parte dei cittadini;
7. Forti discrepanze tra le situazioni di diritto (contenuto delle leggi vigenti) e le situazioni di fatto (come vengono realmente applicate);
8. Sistema giudiziario inefficace, che non reprime i reati dei potenti corrotti, ma invece è colluso con essi;
9. Utilizzo irresponsabile del denaro pubblico, con conseguenti enormi sprechi e carenza di servizi essenziali per i cittadini;
10. Polizia corrotta e inefficace nella repressione del crimine;
11. Classe politica spesso collusa con il crimine organizzato, soprattutto con il narcotraffico;
12. Scarsa o nulla attenzione alla tutela del diritto del lavoro e alla tutela dell'ambiente;
13. Presenza di forti disuguaglianze e ingiustizie sociali e alta diffusione di fenomeni illegali e di disagio sociale (lavoro nero, lavoro minorile, sfruttamento della prostituzione, produzione e traffico di droga) e disinteresse da parte dello Stato riguardo ai problemi della popolazione;
14. Assenza di meritocrazia nell'accesso alle cariche pubbliche, clientelismo e nepotismo diffuso.

## Utilizzo dell'espressione

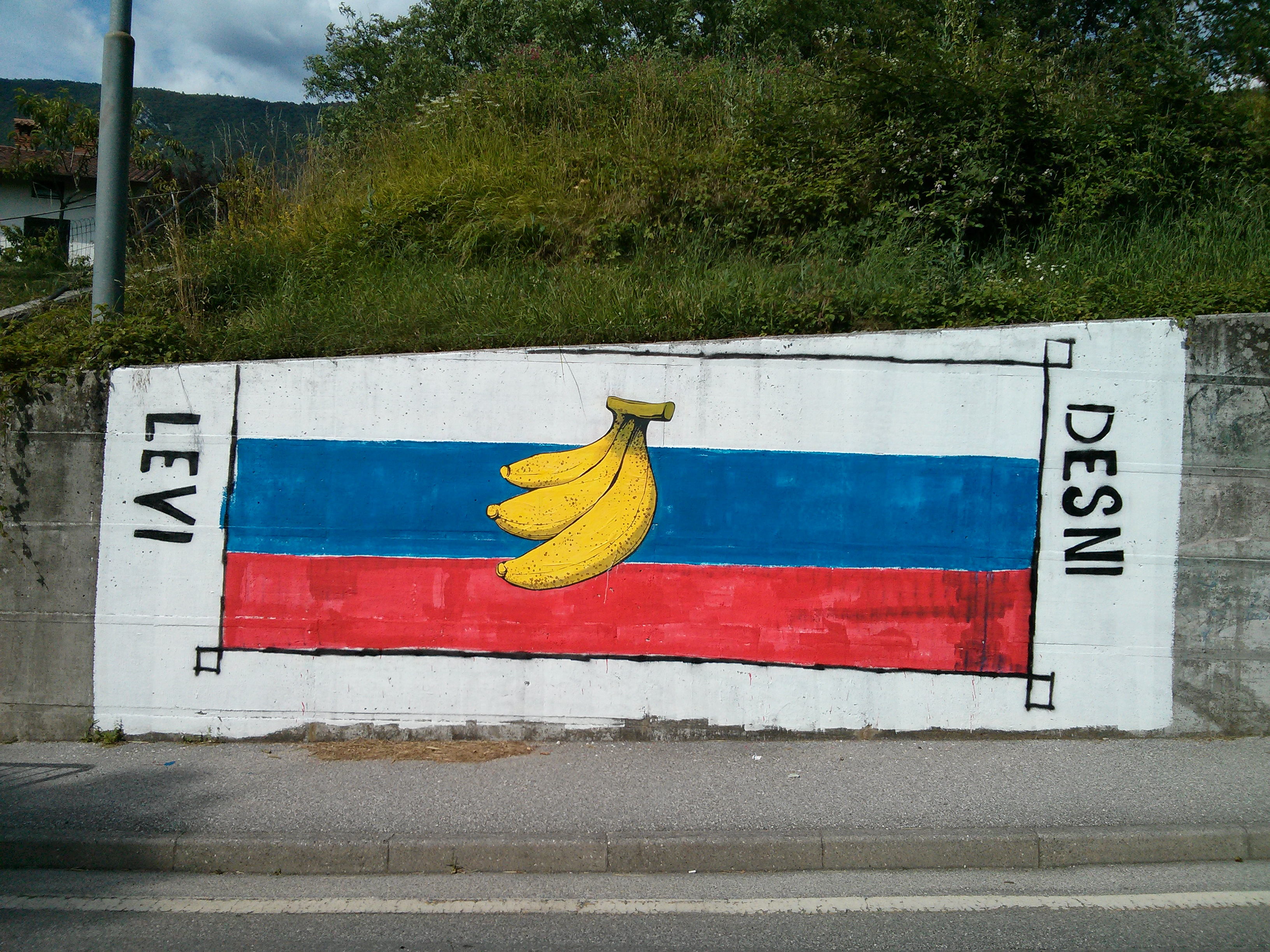
Uso nella metafora nella polemica politica in Slovenia (desni-levi=destra-sinistra)

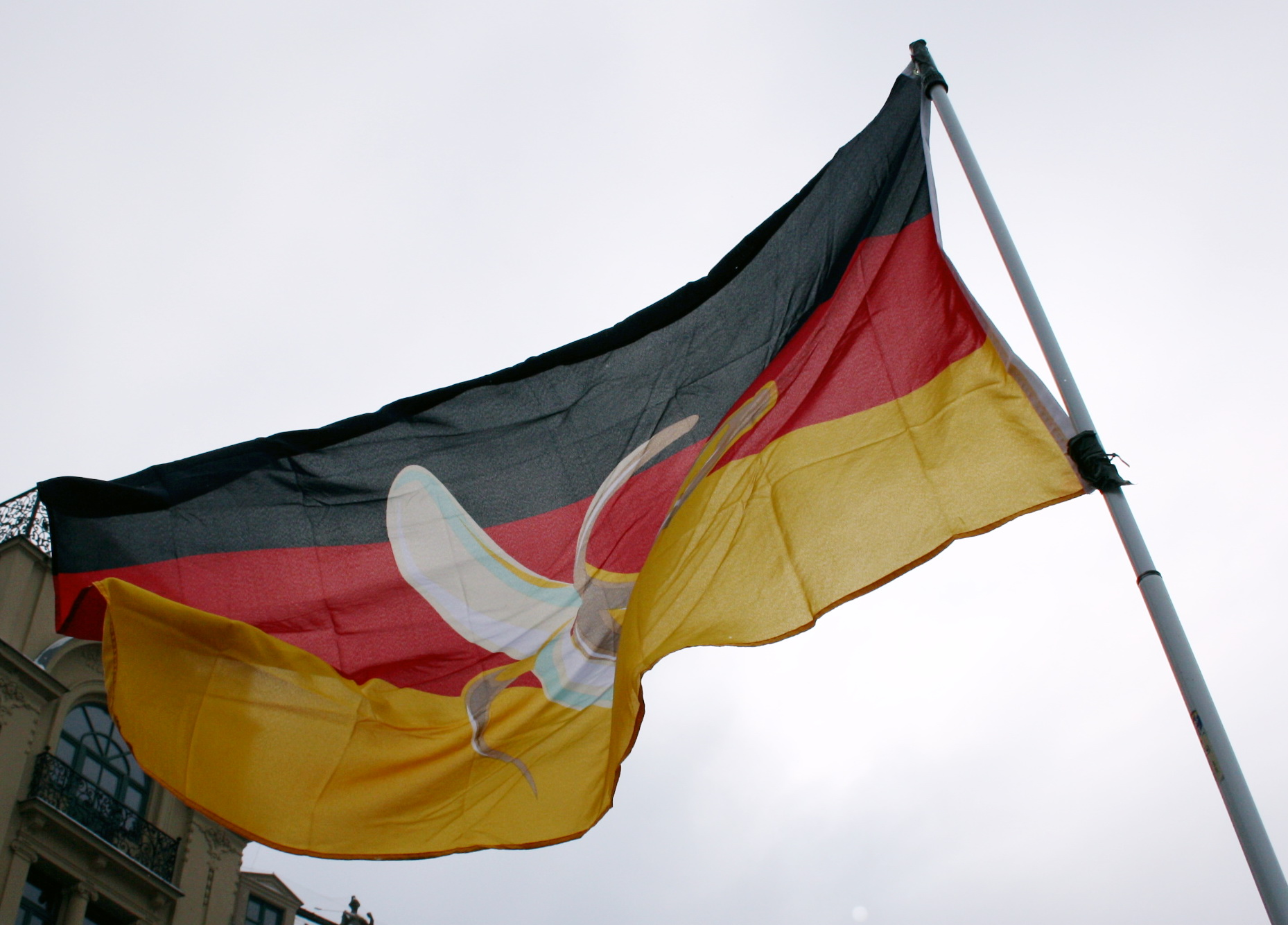
Proteste a Monaco di Baviera contro l'Accordo commerciale anticontraffazione

La locuzione è entrata nel vocabolario quotidiano per indicare genericamente un regime dittatoriale e instabile, in cui le consultazioni elettorali sono pilotate, la corruzione è endemica e diffusa così come una forte influenza straniera (che può essere politica o economica - sia diretta, sia attraverso il governo interno). Per estensione, è usata a volte per definire governi in cui un leader di partito forte concede vantaggi ad amici e sostenitori senza grande considerazione delle leggi e mettendo alla porta coloro che non l'hanno votato o appoggiato in senso economico e/o politico.
La "repubblica delle banane" nella satira viene spesso rappresentata come presieduta da una giunta militare che sopravvaluta il proprio potere e ne esaspera i simboli e le procedure.

## Nella cultura di massa

### Cinema
- Gran parte del film di Woody Allen, Il dittatore dello stato libero di Bananas (1971), ha luogo nell'immaginaria Repubblica di San Marcos, nell'America centrale, in cui il personaggio di Allen si ritrova ad essere dittatore.
- La "repubblica di Miranda", nel film Il fascino discreto della borghesia (1972), di Luis Buñuel, rappresenta un esempio di repubblica delle banane.
- Nel primo episodio della serie televisiva 1992, prodotta da Sky, la storia della Repubblica delle Banane viene spiegata dal personaggio di Marcello Dell'Utri, il manager di Publitalia interpretato da Fabrizio Contri.

### Musica
L'album live di Lucio Dalla e Francesco De Gregori Banana Republic, tratto dall'omonimo tour di successo, è stato pubblicato nel 1979.

### Videogiochi
Un chiaro riferimento alla Repubblica delle Banane è presente nei videogiochi della saga Tropico, dove lo Stato in cui si svolgono le vicende è appunto una Repubblica delle Banane, caratterizzata da una grande instabilità politica, sociale ed economica.